# Episteme sumatrana
Episteme sumatrana är en fjärilsart som beskrevs av Rothschild 1899. Episteme sumatrana ingår i släktet Episteme och familjen nattflyn. Inga underarter finns listade i Catalogue of Life.